# Jannine Weigel

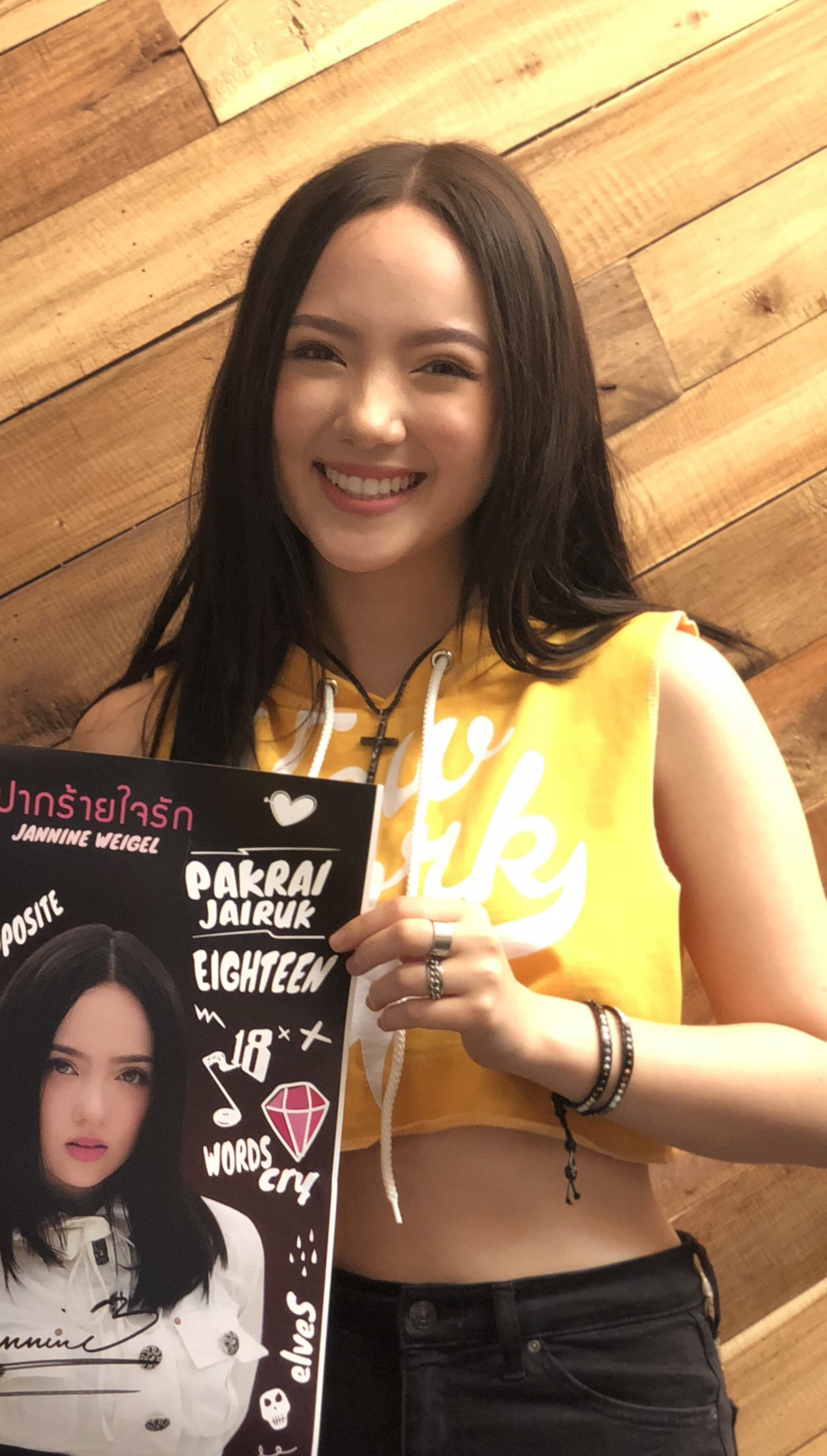
Jannine Weigel (2018)

Jannine Parawie Weigel (Künstlername Ploychompoo, * 30. Juli 2000 in Steinfurt) ist eine thailändisch-deutsche Schauspielerin, Sängerin, Reality-TV-Teilnehmerin und YouTuberin, die vor allem in Asien populär ist.

## Leben und Karriere
Weigel wurde am 30. Juli 2000 als jüngstes von vier Geschwistern im nordrhein-westfälischen Steinfurt geboren. 2010 wanderte die Familie nach Thailand, dem Heimatland ihrer Mutter aus, was von der VOX-Sendung Goodbye Deutschland! Die Auswanderer begleitet wurde. 2011 nahm Weigel in Thailand an dem Gesangswettbewerb „Singing Kids“ teil, bei dem sie Dritte wurde und einen Plattenvertrag bekam.
2012 veröffentlichte Weigel erste Coverversionen bekannter Songs in thailändischer und englischer Sprache, die sie auf YouTube veröffentlichte. 2015 teilte Ashton Kutcher einen ihrer Songs auf Facebook und verlieh ihr dadurch einen Popularitätsschub. Weigels Coverversion von See You Again von Wiz Khalifa feat. Charlie Puth wurde seitdem über 50 Millionen Mal aufgerufen. Sie war die erste Benutzerin aus Thailand, die mit einem Youtube Gold Button für mehr als eine Million Abonnenten ausgezeichnet wurde. Ihr Youtube-Kanal hatte im August 2019 über 3,4 Millionen Abonnenten.
Noch 2015 nahm Weigel erste professionelle Songs auf und erhielt fortan Werbeverträge sowie Rollen in Spielfilmen und diversen Fernsehserien. Unter anderem war sie in der Hauptrolle des thailändischen Horrorfilms Senior (รุ่นพี่) zu sehen. Unter dem Künstlernamen Ploychompoo (dt.: rosa Saphir) erreichte sie in Thailand und weiteren asiatischen Ländern große Popularität.
2017 veröffentlichte Weigel in Deutschland den Song Zurück zu Dir, den Patrick Kronenberger für sie geschrieben hat.
Weigel spricht seit ihrer Kindheit fließend Deutsch, Englisch sowie Thai.

## Diskografie

### EPs
- 2015: Genesis
- 2017: Deep End

### Singles
- 2015: Chak Din Chak Ngo
- 2015: Pluto
- 2015: Still Your Girl
- 2015: Shotgun
- 2015: Guard Your Heart
- 2016: Away
- 2016: Finish Line
- 2016: Because of You
- 2017: I’m Glad
- 2017: Zurück zu Dir
- 2017: Deep End
- 2017: Strangled Love
- 2017: Heart Stop
- 2017: Ghostbuster
- 2018: Pak Rai Jai Rak
- 2019: Too Late
- 2019: Lonely
- 2019: Words
- 2019: Tears
- 2019: A Little More
- 2019: Better
- 2019: One Word, Two Feelings
- 2020: Passcode

## Filmografie
- 2015: Senior (รุ่นพี่)
- 2015: Kitarajanipon
- 2018: Love Score
- 2018: The Diary

## Auszeichnungen
- 2015: National Film Association Award (Bester Filmsong) für den Titelsong zu Senior[6]